# 宮崎北バイパス
宮崎北バイパス（みやざききたバイパス）は、宮崎県の宮崎市江平から宮崎市大字新名爪に至る全長約6kmの国道10号バイパスである。

## 概要
- 起点：宮崎県宮崎市江平（一の鳥居交差点）
- 終点：宮崎県宮崎市大字新名爪
- 総延長：6.1km
- 車線数：全線4車線

全線開通後、特に渋滞の激しかった花ヶ島地区は渋滞緩和されたものの、終点以降の島之内地区の渋滞は相変わらずで、今後は終点以北の拡幅及びバイパス道路の建設が望まれている。芳士ランプから新名爪交差点までは宮崎環状道路（地域高規格道路）の候補路線である。全線開通に伴い、並行する国道10号の旧道は宮崎市道に降格した。

## 歴史
- 1989年：起点～宮崎神宮駅前間4車線完成
- 1991年：宮崎神宮駅前～芳士ランプ間一部供用開始
- 1994年：宮崎神宮駅前～芳士ランプ間暫定2車線（一部4車線）完成
- 1998年：全線暫定2車線（一部4車線）開通
- 2000年：全線4車線完成

## 接続路線
- 一の鳥居交差点（宮崎県道44号宮崎高鍋線）
- 芳士ランプ（宮崎県道9号宮崎西環状線）
- 新名爪交差点（国道219号）